# Auguste Casimir-Perier
Auguste Casimir-Perier, född 1811 i Paris, död 6 juni 1876, var en fransk politiker, äldste son till Casimir Périer och far till president Jean Casimir-Perier.
Casimir-Perier var 1831–46 i diplomatisk tjänst. Vald till deputerad för Paris 1846, stödde han François Guizots politik, och blev 1849 medlem av lagstiftande församlingen. Han framlade som sådan ett förslag om att traktater med främmande makter obligatoriskt skulle underställas parlamentets prövning.
Casimir-Perier protesterade 1851 mot Napoleon III:s statskupp 1851 och satt en tid fängslad höll han sig borta från det politiska livet och ägnade sig åt studier i politisk ekonomi. Efter att under 1870–71 års krig ha varit förd som gisslan till Tyskland, valdes han till deputerad och stödde Adolphe Thiers politik. 
Han utnämndes av denne till inrikesminister 1871–72 och 1873. Efter den tiden övergick han allt mer mot en republikansk vänsterpolitik, och grundade 1875 gruppen konservatörer av den liberala republiken. Han bekämpade Albert de Broglies ministär och röstade för 1875 års konstitution. År 1876 utsåg han till senator på livstid.
Casimir-Perier författade även en rad verk angående finansväsende, diplomati, historia och politik.